# Narasingapuram
Narasingapuram es una ciudad y municipio situada en el distrito de Salem en el estado de Tamil Nadu (India). Su población es de 23084 habitantes (2011).

## Demografía
Según el censo de 2011 la población de Narasingapuram era de 23084 habitantes, de los cuales 11523 eran hombres y 11561 eran mujeres. Narasingapuram tiene una tasa media de alfabetización del 82,56%, inferior a la media estatal del 80,09%: la alfabetización masculina es del 88,11%, y la alfabetización femenina del 77,04%.